# نادي المجد (السعودية)
نادي المجد السعودي هو أحد أندية الدرجة الثالثة بالمدينة المنورة في محافظة ينبع, تأسس عام 1377 هـ .